# C/2013 R1 (Lovejoy)
C/2013 R1 (Lovejoy) – kometa długookresowa poruszająca się po wydłużonej orbicie. Kometę tę odkrył astronom amator Terry Lovejoy.

## Orbita i widzialność
Kometa zbliżając się do Słońca pojaśniała i w listopadzie 2013 roku stała się widoczna gołym okiem. Na początku tego miesiąca była jaśniejsza niż kometa C/2012 S1 (ISON), okrzyknięta przez media „kometą stulecia” i skupiająca na sobie uwagę obserwatorów. 
Peryhelium jej orbity znajduje się w odległości 0,81 j.a. od Słońca, kometa osiągnęła je 22 grudnia 2013 o godzinie 18:40 czasu polskiego.